# Даниэль Инги Йоуханнессон
Даниэль Инги Йоуханнессон (исл. Daniel Ingi Jóhannesson; 3 апреля 2007, Исландия) — исландский футболист, полузащитник клуба «Норшелланн».

## Клубная карьера
Йоуханнессон — воспитанник клуба «Акранес». Дебютировал за клуб 1 августа 2022 года в проигранном (1:3) матче чемпионата Исландии против «Брейдаблика», выйдя на замену Кая Лео и Барталсстову. В следующем году, в апреле 2023 года, перешёл в датский клуб «Норшелланн». Во время своего пребывания в Дании он также привлёк внимание «Копенгагена». В мае 2023 года было подтверждено, что Йоуханнессон решил присоединиться к «Норшелланну», и сделка будет заключена в начале летнего трансферного окна: 1 июля 2023 года. 9 июня 2023 года он побил тридцатичетырёхлетний рекорд Арнара Гуннлаугссона как самого молодого бомбардира «Акранес», забив единственный гол в победном (1:0) матче против «Эгира» в возрасте 16 лет и 67 дней.